# Nidelva

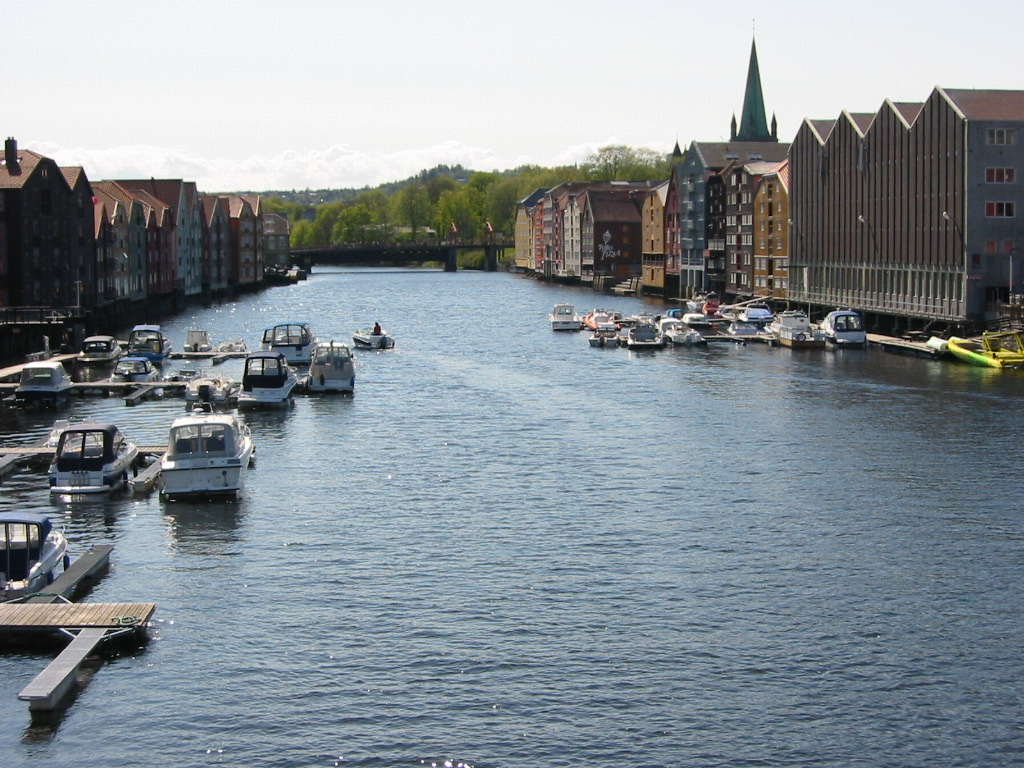
De Nidelva in Trondheim

De Nidelva (ook wel bekend als Nidelven) is een 30km lange rivier in de provincie Trøndelag in Noorwegen. Het woord elva betekent 'rivier', dus de naam betekent 'de rivier Nid'. De rivier ontspringt vanuit de westkant van het meer Selbusjøen (het grootste meer in Sør-Trøndelag) bij Brøttem en stroomt via Tiller door Trondheim uit in de Trondheimsfjord.
Langs de rivier zijn zes waterkrachtcentrales gebouwd. De rivier die eindigt in Selbusjøen is de 80km lange Nea. Nidelva is het laatste deel van de waterloop Nea-Nidelv.

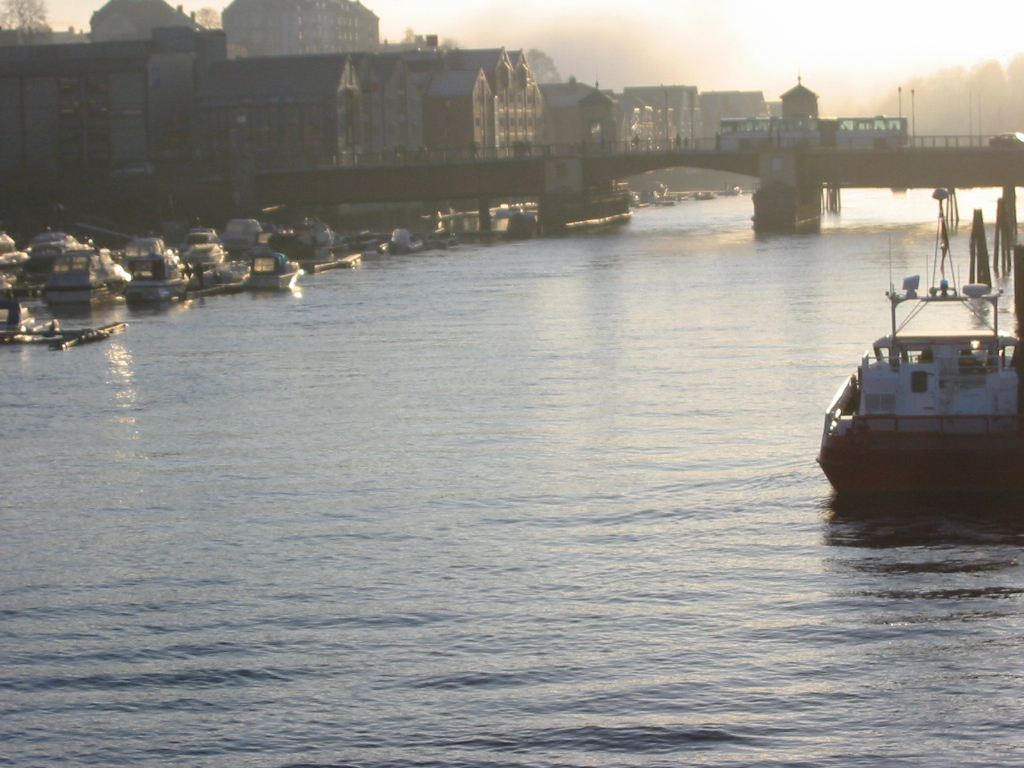
Nidelva in Trondheim. November 8, 2003

Nidelva heeft haar eigen lied, "Nidelven Stille og Vakker du er" (letterlijk Nidelven [hoe] Rustig en Mooi ben jij).